# Estern
L'estern o estèrnum és un os del tòrax, pla, imparell, central i simètric, compost per diverses peces soldades (les esternebres).
Es troba en la part mitjana i anterior del tòrax, s'articula per dalt amb les clavícules amb l'articulació esternoclavicular i en les seves vores laterals s'articulen les costelles veritables i les falses. Amb les veritables mitjançant el cartílag esternocostal però amb les falses ho fa mitjançant un sol cartílag que s'uneix a les costelles 7, 8, 9 i 10.
Té dues cares, l'anterior i la posterior, dues vores laterals i dos extrems: el superior o base i l'inferior o vèrtex.
Es divideix en tres porcions: mànec de l'estern (o manubri), cos de l'estern i apòfisi xifoide.
El manubri i el cos s'articulen en una sincondrosi formant l'anomenat angle de Louis, la qual pot consolidar-se. L'apèndix (o apòfisi) xifoide té una mida indefinida (pot variar segons la persona, l'edat, etc.) i experimenta una ossificació a partir dels quaranta anys formant-se una símfisi on abans hi havia una sincondrosi esternoxifoidal. Té dues cares, l'anterior i la posterior, dos vores laterals i dos extrems, el superior o base i l'inferior o vèrtex.
L'articulació del mànec amb el cos és del tipus símfisi i forma un angle bastant pronunciat anomenat angle de Louis a l'altura de la segona costella, la seva articulació més important és la d'unió amb la primera costella i amb la clavícula, anomenada esternocostoclavicular, que en ossos adults pot arribar a consolidar-i queden totalment unides la primera costella i l'estèrnum; per tant, el mànec té dues superfícies articulars per a aquests ossos.
En el cos hi ha 3 estriacions anomenades crestes que no són més que un record del període d'ossificació embrionari.
Pel que fa a les diferències de sexe el masculí sol ser més gran, allargat i estret.
Les escotadures són els llocs d'unió entre els cartílags costals i l'estèrnum.